# Stefan Sodat
Stephan Sodat (7 ottobre 1941) è un ex sciatore alpino austriaco.

## Biografia
Sciatore polivalente originario di Feistritz an der Drau, Stephan Sodat debuttò in campo internazionale in occasione del Criterium de la première neige 1960 (Val-d'Isère, 16-18 dicembre), dove si classificò 38º nella discesa libera, 28º nello slalom speciale e 27º nella combinata, e conquistò i maggiori successi in carriera nel 1965, quando vinse la discesa libera del trofeo del Lauberhorn a Wengen (9 gennaio) e quella della 3-Tre a Madonna di Campiglio (12 febbraio); l'anno dopo ai Mondiali di Portillo 1966, sua unica presenza iridata, si classificò 10º nella discesa libera del 7 agosto, la sola gara alla quale partecipò.
Nel 1967 Sodat prese parte alla prima stagione della Coppa del Mondo: esordì nella gara inaugurale del circuito, lo slalom speciale disputato a Berchtesgaden il 5 gennaio senza completare la prova, ottenne il primo piazzamento il 9 gennaio ad Adelboden in slalom gigante (30º) e i primi punti il 3 marzo a Sestriere in discesa libera (8º); l'anno dopo conquistò il suo miglior piazzamento in Coppa del Mondo, il 5º posto nello slalom speciale di Kranjska Gora vinto da Patrick Russel (dopo esser stato 2º nello slalom gigante del giorno precedente valido solo per il trofeo Pokal Vitranc). La sua ultima gara internazionale fu discesa libera di Coppa del Mondo disputata il 9 febbraio 1969 a Cortina d'Ampezzo, chiusa da Sodat al 35º posto; non prese parte a rassegne olimpiche.

## Palmarès

### Classiche
3-Tre
- 1 vittoria (discesa libera a Madonna di Campiglio 1965)

Lauberhorn
- 1 vittoria (discesa libera a Wengen 1965)

### Coppa del Mondo
- Miglior piazzamento in classifica generale: 34º nel 1967